# Landgericht Rothenfels
Das Landgericht Rothenfels war ein von 1852 bis 1879 bestehendes bayerisches Landgericht älterer Ordnung mit Sitz in Rothenfels im heutigen Landkreis Main-Spessart. Die Landgerichte waren im Königreich Bayern Gerichts- und Verwaltungsbehörden, die 1862 in administrativer Hinsicht von den Bezirksämtern und 1879 in juristischer Hinsicht von den Amtsgerichten abgelöst wurden.

## Geschichte
Vorläufer des 1852 gegründeten Landgerichts war das Herrschaftsgericht Rothenfels der Fürstl. v. Löwensteinischen Regierungs- und Justizkanzlei Kreuzwertheim  (bis 1848). Nach Aufhebung der standesherrlichen Gerichte (1848) wurde provisorisch eine „Gerichts- und Polizeibehörde“ eingerichtet.
Das Landgericht Rothenfels umfasste die Gemeinden Ansbach, Bergrothenfels, Billingshausen, Birkenfeld, Erlach, Hafenlohr, Karbach, Marienbrunn, Neustadt am Main, Pflochsbach (bis 1873), Roden, Rothenfels, Steinfeld, Urspringen, Waldzell, Windheim und Marktheidenfeld. 
1879 wurde mit der Überführung der Land- in Amtsgerichte das Gericht in Rothenfels aufgelöst und sein Zuständigkeitsbereich auf die Amtsgerichte Lohr (6 Gemeinden) und Marktheidenfeld (10 Gemeinden) verteilt.